# Кадыр-Аджи-Ойрат
Кады́р-Аджи́-Ойра́т (укр. Кадир-Аджи-Ойрат, крымскотат. Qadır Acı Oyrat, Къадыр Аджы Ойрат) — исчезнувшее село в Джанкойском районе Республики Крым, располагавшееся на юге района, примерно в полукилометре к востоку от современного посёлка Дубровка.

## История
Первое документальное упоминание села встречается в Камеральном Описании Крыма… 1784 года, судя по которому, в последний период Крымского ханства Хадыр Гаджи Ойрат входили в Орта Чонгарский кадылык Карасубазарского каймаканства. После присоединения Крыма к России (8) 19 апреля 1783 года, (8) 19 февраля 1784 года, именным указом Екатерины II сенату, на территории бывшего Крымского Ханства была образована Таврическая область и деревня была приписана к Перекопскому уезду. После Павловских реформ, с 1796 по 1802 год, входила в Перекопский уезд Новороссийской губернии. По новому административному делению, после создания 8 (20) октября 1802 года Таврической губернии, Кадыр-Аджи-Ойрат был включён в состав Кокчора-Киятской волости Перекопского уезда.
По Ведомости о всех селениях в Перекопском уезде состоящих с показанием в которой волости сколько числом дворов и душ… от 21 октября 1805 года в деревне Хадыр-Аджи-Вейрат числилось 25 дворов, 208 крымских татар и 2 ясыров. На военно-топографической карте генерал-майора Мухина 1817 года обозначена деревня Кадыр-Аджи-Вейрат (как Конрат) с 32 дворами. После реформы волостного деления 1829 года селение, согласно «Ведомости о казённых волостях Таврической губернии 1829 года», осталась в составе Кокчора-Киятской волости. На карте 1836 года в деревне Кадыр-Аджи 22 дворов, как и на карте 1842 года.
В 1860-х годах, после земской реформы Александра II, деревню включили в состав Владиславской волости. По обследованиям профессора А. Н. Козловского начала 1860-х годов, в селении вода в колодцах глубиной от 1,5—3 до 5 саженей (от 2 до 10 м) была частью солоноватая, а частью солёная. Согласно «Памятной книжке Таврической губернии за 1867 год», деревня Кадыр-Аджи была покинута жителями в 1860—1864 годах, в результате эмиграции крымских татар, особенно массовой после Крымской войны 1853—1856 годов, в Турцию и оставалась в развалинах. В «Списке населённых мест Таврической губернии по сведениям 1864 года» Кадыр-Аджи уже не записан, на трехверстовой карте 1865 года деревня ещё обозначена, а на карте, с корректурой 1876 года её уже нет. Основанное в 1890-х годах селение Кадыр-Аджи находилось примерно в 6 км к юго-западу и унаследовало только название.